# Потапов, Гавриил Евдокимович
Гавриил Евдокимович Потапов — советский хозяйственный, государственный и политический деятель, Герой Социалистического Труда.

## Биография
Родился в 1920 году в селе Шинки. Член КПСС.
С 1938 года — на хозяйственной, общественной и политической работе. В 1938—1980 гг. — рабочий на Тулунском лесозаводе, участник Великой Отечественной войны, участник советско-японской войны, рамщик Тулунского лесопильно-деревообрабатывающего комбината Министерства лесной, целлюлозно-бумажной и деревообрабатывающей промышленности СССР.
Указом Президиума Верховного Совета СССР от 17 сентября 1966 года присвоено звание Героя Социалистического Труда с вручением ордена Ленина и золотой медали «Серп и Молот».
Делегат XXII съезда КПСС.
Почётный гражданин города Тулуна (1987).
Умер в Тулуне в 1999 году.